# Eulalia mustela
Eulalia mustela é uma espécie de anelídeo pertencente à família Phyllodocidae.
A autoridade científica da espécie é Pleijel, tendo sido descrita no ano de 1987.
Trata-se de uma espécie presente no território português, incluindo a sua zona económica exclusiva.